# Engen, Konstanz
Engen là một đô thị ở huyện Konstanz, ở Baden-Württemberg, Đức. Nó nằm 12 km về phía tây bắc Singen, và 15 km về phía nam Tuttlingen.

## Hình ảnh

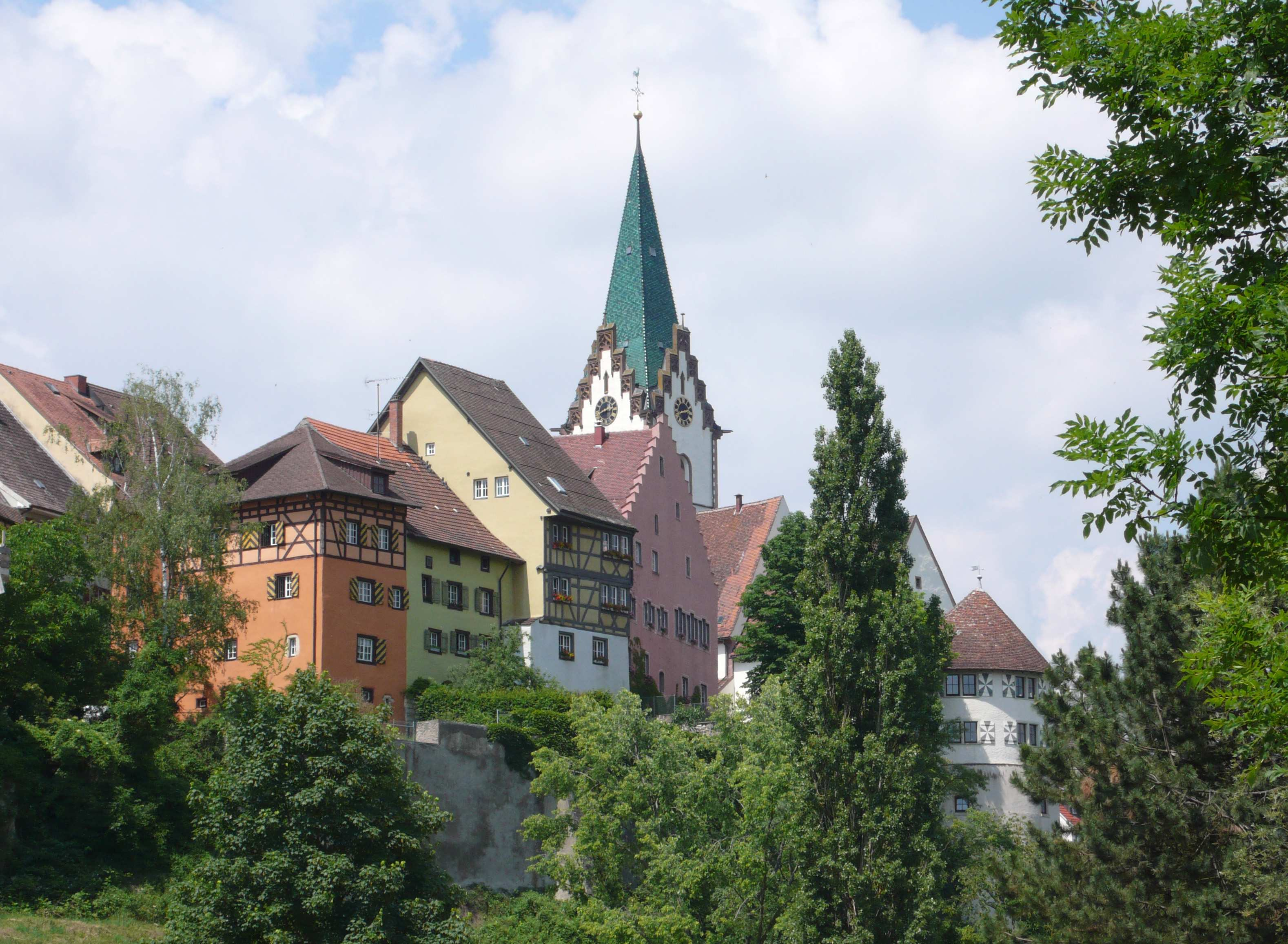
Old Town
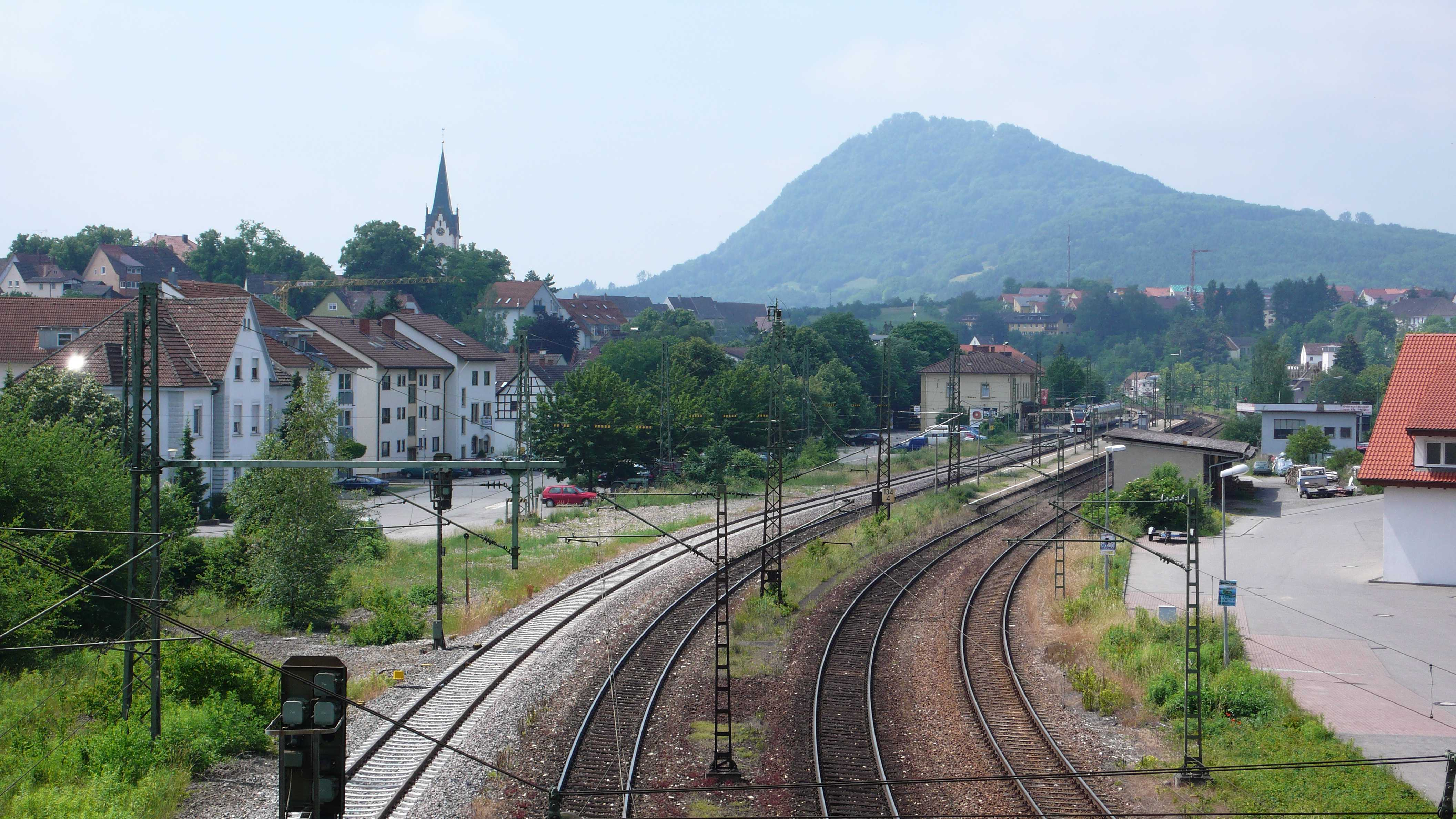
Town with the mountain Hohenhewen in the background